# Rat za mir (dokumentarni film)
Rat za mir, crnogorski dokumentarni film iz 2004. godine. Autor je crnogorski novinar Koča Pavlović. Snimljen je u neovisnoj produkciji.

## Radnja
Film detaljno prikazuje crnogorsku agresiju na Dubrovnik, te crnogorsku državnu politiku kao planiranu, što odudara od vladinih pokušaja distanciranja od vlastite odgovornosti pravdajući se zapovjednom odgovornošću iz Beograda, odnosno da krivnju svali na JNA i Slobodana Miloševića. Crnogorska je vlada mobilizirala rezerviste 1991. i 1992. godine. Film je naslovljen po uzrečici tada skovanoj u Crnoj Gori, kojom se opravdavalo vojni ulazak s crnogorskim rezervistima unutar JNA na područje juga Hrvatske. Crnogorskoj javnosti plasirane su laži o "30.000 naoružanih ustaša i 7.000 terorista, uključujući kurdske plaćenike" koji namjeravaju napasti Crnu Goru, pljačkati, otimati i ubijati, što je bio razlog "da JNA reagira i prekroji granice koje su iscrtali boljševički kartografi", što se zvalo "dekomponiranje AVNOJ-evskih granica". Istina je bila da su slabo naoružanu Hrvatsku branile male skupine koje su gerilski pružale otpor. Huškački crnogorski mediji cijelo su vrijeme podgrijavale mit o brojnim legijama ustaša i terorista. Film također prikazuje dvojnost situacije između službene "istine" gdje se prikazivalo stalno napredovanje i neprijateljske velike gubitke nasuprot stvarnosti gdje je JNA s rezervistima doživjela neočekivane gubitke. Tu su i svjedočanstva hrvatskih zatočenika iz Morinja, gdje su suprotstavljeno prikazani razgovori s njima kao zarobljenicima i svjedočenja na slobodi.